# جلسة تصوير

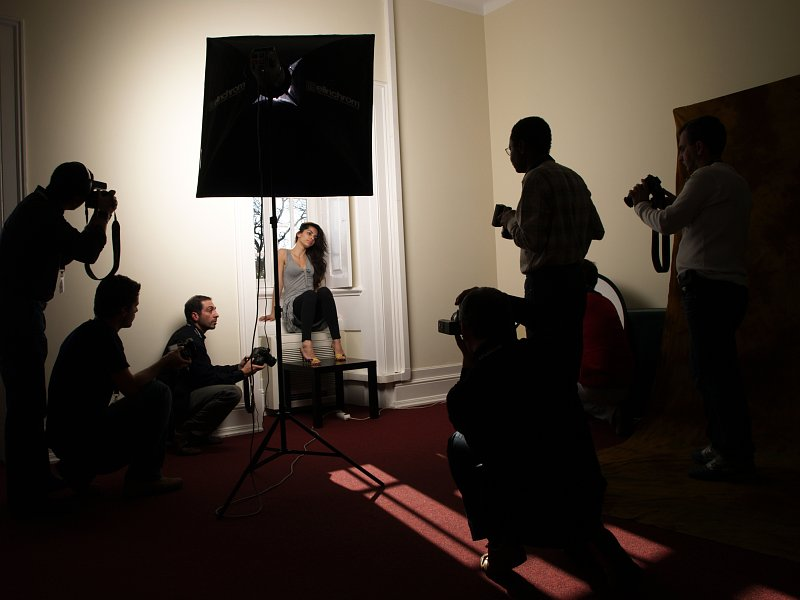
جلسة تصوير لعارضة

جلسة التصوير هي مجموعة من الصور يلتقطها مصور لعارضة في استديو تصوير ويختار أفضلهم وعادة ما تكون بغرض الدعاية لصيحات جديدة في الموضة. جلسات التصوير ليست من الضرورة أن تكون لعارضة، فممكن أن تكون جلسة لتصوير منتج معين لإستخدام الصور في حملة إعلانية للترويج له أو التصوير بغرض استخدام الصور في مقالات.